# Ricardo Brandon
Ricardo Brandon (* 3. Oktober 1946 im Departamento Paysandú; † 17. November 2016 im San Luis Potosí, Mexiko), auch bekannt unter dem Spitznamen Caito, war ein uruguayischer Fußballspieler auf der Position eines  Stürmers.

## Leben
Brandon begann seine Profikarriere 1968 bei Liverpool Montevideo und gehörte 1971 zur neu formierten Mannschaft von Atlético Español, die ihren Spielbetrieb als Nachfolger des Club Necaxa in der Saison 1971/72 der mexikanischen Liga aufnahm.
Brandon stand bis Ende Februar 1976 bei Atlético Español unter Vertrag und wechselte dann zum Ligakonkurrenten CD Veracruz. Das Kuriose bei diesem Wechsel war, dass er für beide Vereine am 18. Spieltag der Saison 1975/76 zum Einsatz gekommen war; zunächst in einer Begegnung der Toros und nur wenige Tage später für die Tiburones Rojos.
1978 wechselte er zu Deportivo Toluca und nach zweijährigem Aufenthalt bei den Diablos Rojos war er noch für jeweils eine Saison bei den mexikanischen Klubs Atlético Potosino, Atletas Campesinos und CF Oaxtepec im Einsatz.
Brandon, der insgesamt zwölf Jahre in Mexiko tätig war, erzielte für seine mexikanischen Arbeitgeber insgesamt 172 Pflichtspieltore, womit er der erfolgreichste uruguayische Torjäger in Mexiko ist.